# Echinothurioida

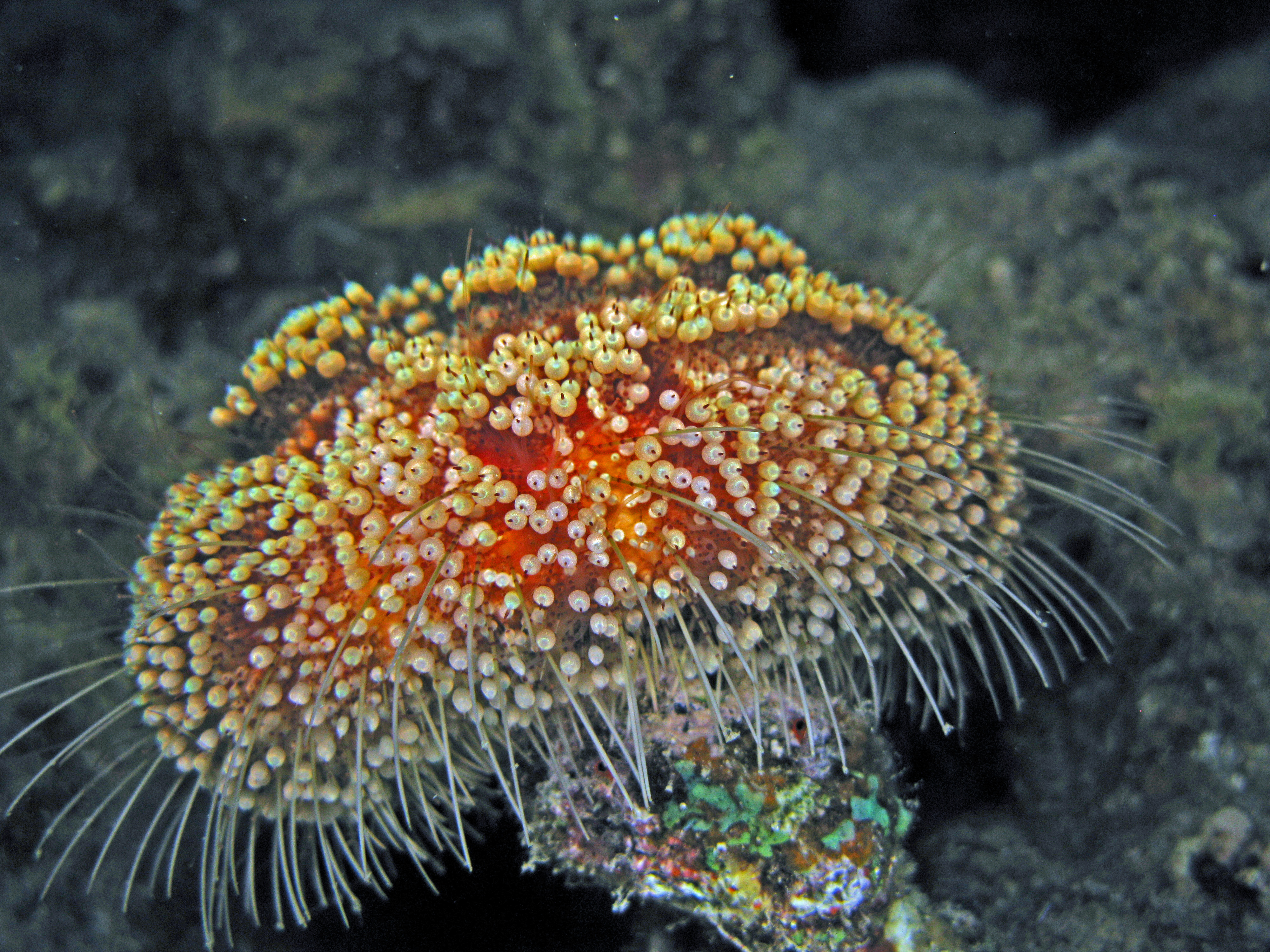
Asthenosoma marisrubri.

Echinothurioida é uma ordem de ouriços-do-mar da classe Echinoidea. Os membros desta ordem distingue-se das restantes ordens de equinodermes pela presença da combinação de uma testa flexível e espinhos ocos. A membrana em torno da boca contém apema placas simples, em contraste com a complexidade das peças bucais dos Diadematoida, espécie filogeneticamnete próxima. A maioria das espécies que integram este grupo ocupam habitat]]s do mar profundo. Este grupo é conhecido do registo fóssil desde o médio Jurássico.

## Taxonomia
A base de dados filogenéticos e taxonómicos World Echinoidea Database reconhece as seguintes famílias e géneros:
- Família Echinothuriidae Thomson, 1872a
  - Género Araeosoma Mortensen, 1903b
  - Género Asthenosoma Grube, 1868
  - Género Calveriosoma Mortensen, 1934
  - Género Echinothuria Woodward, 1863 †
  - Género Hapalosoma Mortensen, 1903b
  - Género Hygrosoma Mortensen, 1903b
  - Género Retzneiosoma Kroh, 2005 †
  - Género Sperosoma Koehler, 1897
  - Género Tromikosoma Mortensen, 1903

- Família Kamptosomatidae Mortensen, 1934
  - Género Kamptosoma Mortensen, 1903b

- Família Phormosomatidae Mortensen, 1934
  - Género Hemiphormosoma Mortensen, 1934
  - Género Paraphormosoma Mortensen, 1934
  - Género Phormosoma Thomson, 1872b

- Família Pelanechinidae Groom, 1887 †[2]
  - Género Pelanechinus †[3]

"†" assinala os taxa extintos.